# Moncayo
El Moncayo o San Miguel (en castellà i aragonès i, de vegades, Montcaio en català) és la muntanya més alta del massís del Moncayo al Sistema Ibèric situada entre la província de Saragossa i la província de Sòria. Amb els 2.314,3 m snm és el cim més alt del sistema Ibèric i un dels pics més importants de la península Ibèrica. Des del 1978 la muntanya forma part del Parc Natural de la Dehesa del Moncayo, amb una superfície actual protegida de 9.848 ha.

## Descripció
El pic del Moncayo s'aixeca des de la vall de l'Ebre, a 487 msnm i es pot veure perfectament des del Pirineu occidental, fins a la vall mitjana de l'Ebre. Està situat a la frontera entre Castella i Aragó, al costat de Navarra. Des de temps dels celtes i els romans aquesta muntanya, com tantes altres, és tinguda per màgica.
Les neus del pic solen ser perpètues, com ja ho esmenta Marcial "senemque Caium nivibus" (el Moncayo emblanquinat per les neus). El poeta llatí de Bílbilis del segle I confirma que ja en llatí s'anomenava Mons Caius forma d'on sorgeix l'actual Moncayo. En un altre epigrama ho torna a esmentar:
| « | Luci, gloria temporum tuorum, qui Caium veterem Tagumque nostrum Arpis cedere non sinis disertis | » |

La muntanya té tres circs, que reben el nom de Foies, hoya en castellà, són les Hoya de San Miquel, San Gaudioso i Morca, totes tres són d'origen glacial, de l'època quaternaria. El massís del Moncayo compta amb tres cims que superen els 2.000 metres d'altitud: el Moncayo de Castilla o Peña Negra, de 2118 m, el mateix Moncayo, de 2316 m i el Lobrera de 2226 m. Altres cims són el de San Juan, de 2283, i el Morca, amb 2273. El massís s'estén cap al sud-est amb cims de menor alçada i que ronden els 1500 m a la Serra del Torazano i la Serra del Tablado.
Actualment, la part sud i sud-est es troba amenaçada per l'existència d'importants projectes miners per tal d'obtenir magnesita, especialment a la zona de la serra del Tablado, als municipis de Beratón i Borobia. Aquesta explotació, a cel obert, i els corresponents alts forns, afectarien als recursos hídrics d'aquestes poblacions de la mateixa manera que les aigudes del riu Maubles, que neix en aquest vessant de la serra.
El gran volum de la muntanya, juntament amb l'alçada, fa que capti els núvols atlàntics i aquests hi descarreguin. La cara nord és una successió estratificada de diferents vegetacions i ecosistemes, els alzinars i carrasques donen pas al roure i els pins, els faigs i pollances fins que s'imposa el pi negre i els prats alpins.
El 1927 es va declarar la serra de Moncayo com a Lloc Natural d'Interès Nacional i posteriorment es va instituir el Parc Natural de la Dehesa del Moncayo. Aquest parc natural aragonès també arriba al vessant sud, que hom anomena la Cara oculta del Moncayo i que és un exemple de muntanya mediterrània amb alzines i plantes aromàtiques que s'assentes sobre roques abruptes i parets verticals. Aquest paratge és molt apreciat pels escaladors, espeleòlegs i senderistes.
Cap a Sòria la serra descendeix d'una manera abrupta i sembla una gran muntanya aïllada que domina el territori de la Tierrágreda i que s'envolta de paisatges cerealistes del camp de Gómara i la Rinconada. La muntanya no està massa ben considerada quan se li diu Moncayo ladrón, mamas en Castilla y riegas en Aragón, tot i que no està justificat, ja que en el poble sorià de Vozmediano hi neix el riu Queiles que té un aiguaneix molt abundant (el segon d'Europa) que aporta una mitjana de 1500 litres per segon.
A finals de l'any 2007 les autoritats de Sòria han començat a tramitar la creació d'un parc natural a imatge de l'aragonès que englobaria els municipis de Beratón, Vozmediano, Ágreda i Cueva de Ágreda.
En el cim hi ha un vèrtex geodèsic de primer ordre

## La inspiració
En el vessant aragonès de la muntanya s'hi troba el Santuari de Nostra Senyora del Moncayo, des d'on surten diferents excursions i ascensos. També en aquest vessant hi ha el Monestir de Veruela, del segle xii, on el poeta Gustavo Adolfo Bécquer hi va recrear alguna de les seves Llegendes. Al costat sorià Antonio Machado va ambientar alguna de les seves obres en aquestes muntanyes, com Los hijos de Alvargonzalez.

## Rutes d'ascensió
Hi ha diverses rutes que pugen al cim, la més comuna és la que surt del Santuari de la Verge de Moncayo.
- Des de la Verge del Moncayo.

Des del santuari, a 1.621 m, se surt per un camí que travessa un bosc i després per un terreny sense arbres. S'arriba al circ de Cucharón (1.833 m), que és la base de la foia de San Miguel, des d'aquí es pot seguir per dues rutes: 
- - La primera es dirigeix directament cap al cim per un terreny de molt pendent, que és força perillós a l'hivern. Temps: 2:00
  - La segona arriba al cim per una aresta que separa el circ de Cucharón del circ de San Gaudioso, fins a arribar al cim de San Juan (2.283 m) i des d'aquí al cim. Temps: 2:00

- Des de la Fuente de los Frailes.

Fuente de los Frailes està situada en una corba abans d'arribar al santuari, d'aquesta manera s'allarga l'ascensió amb 300 m de desnivell. Temps: 2:45
- Des de Litago.

El poble de Litago està situat al vessant nord, per un llarg camí que atravessa la carretera del Monestir de Veruela amb el Santuari d'Agramonte i arriba a la Fuente de los Frailes, a 1.349 m, on cal seguir el camí anterior. Temps: 1:15 fins a la Fuente de los Frailes
- Des de Cueva de Ágreda.

Pel vessant sorià l'ascensió comença al poble de Cueva de Ágreda a 1.296 m d'altitud, es puja al barrcanc del colladillo, fins a arribar a un pas que separa el cim de San Juan i d'aquí al cim. Temps: 2:30
- Des de Beratón.

També en el vessant sorià es pot començar al poble de Beratón, a 1.395 m d'altitud. S'avança en direcció nord, al peu de l'Alto del Caíz, es continua fins al naixement del riu Hontares, al peu de Lobera. Des d'aquí es comença a pujar per una pista forestal, entre roures i faigs, fins als 2.000 m, on s'acaba el bosc. Des d'aquí es puja fins al vèrtex de Lobera (2.222 m) i d'aquí s'arriba fàcilment a l'alt de San Miguel. Temps: 2:45